# Andricus fecundatrix
Espèce
Synonymes
- Andricus fecundator[2]
- Andricus fecundatrix (Hartig, 1840)[2]
- Andricus pillosus[2]
- Aphilotrix gemmae[2]

Andricus fecundatrix (ou A. foecundatrix) est une espèce d'insectes appartenant à l'ordre des hyménoptères, à la famille des cynipidés.
Cette espèce est responsable de la formation de galles en forme d'artichaut du chêne.